# サムスングループ
サムスングループ（又は三星グループ／さんせいグループ、朝鮮語: 삼성그룹 / 三星그룹、英: Samsung Group）は、大韓民国（韓国）の多国籍コングロマリット。アジア最大の財閥。
韓国の公正去来委員会により「大規模企業集団」として指定されている。商社事業と建設事業のサムスン物産が、韓国最大の保険会社サムスン生命保険と、世界最大の総合家電・電子部品・電子製品メーカーのサムスン電子の大株主であり、両社が総合電子部品企業のサムスン電機、薄型パネルや電池製造のサムスンSDI、造船やプラント生産のサムスン重工業、プロジェクトのマネージメントやサービスなどのソリューションを提供するサムスンエンジニアリングなどの大株主となっている。企業総数は64。サムスンの2019年の収益は3,050億ドル、2020年は1,070億ドル以上、2021年は2,360億ドルである。

## 概要
1938年、日本統治時代の朝鮮大邱府で、李秉喆が株式会社三星商会として設立。蘇洞（現在の允恭洞）において40人の従業員を抱える小さな貿易会社としてスタートした。干物、地元産の食料品や麺を扱っていた。会社は繁栄し、1947年に本社をソウルに移転したが、朝鮮戦争が勃発し、一時ソウルを離れることを余儀なくされ、釜山で第一製糖（現在のCJグループ）を設立。1954年に大邱で第一毛織を設立、国内で最大の羊毛工場を建設した。
1966年に李秉喆の次男・李昌熙が関与した韓国肥料株式会社サッカリン密輸事件で李秉喆が辞任に追い込まれた際は、長男の李猛熙が一時はグループ会長を務めたが、李猛熙は当時の朴正煕政権に自らを密告したと看做した李秉喆は経営復帰後に三男の李健熙を後継者に指名した。また、李健熙の長男である李在鎔はサムスン電子副会長、長女である李富真はホテル新羅社長とサムスンエバーランド社長とサムスン物産商事部門顧問を兼務し、次女である李敍顕はサムスンエバーランドファッション部門社長を務める。
日本では東京に本社を置く日本サムスンを展開し、サムスン電子やコングロマリットであるサムスングループ内の企業の輸出入、及びサムスン関連事業を展開している。それに加えてサムスン横浜研究所や日本サムスン大阪支店など複数の拠点を展開している。
就職においても韓国で屈指の人気企業であり、第一次関門である「サムスン職務能力検査 (SSAT)」は「サムスン考試」と呼ばれ、2013年の競争倍率は20倍に達するなど難関となっている。
2017年2月17日、事実上のグループ総帥だった李在鎔が、崔順実ゲート事件でのサムスン物産と第一毛織の統合をめぐる朴槿恵政権との癒着により、グループのトップでは初めて逮捕および拘留されたことを受け、同年2月28日に今後は系列各社が自律的に経営を行うとし、グループ司令塔の未来戦略室と毎週水曜日に行ってきたグループの社長団会議の廃止を発表して、事実上のグループ解体と報じられた。李在鎔は2017年にソウル中央地裁で懲役5年の判決を受け収監。その後の2018年2月にソウル高裁で執行猶予判決（懲役2年6カ月、執行猶予4年）になり釈放されたが、2019年に最高裁が高裁への差し戻し判決を出し、2021年1月18日、ソウル高裁は懲役2年6カ月の実刑判決を言い渡した。これにより李在鎔は再び収監されることとなった。2021年8月、仮釈放審査会の決定により仮釈放された。
2022年10月27日、李在鎔はグループの中核であるサムスン電子の会長（その前は副会長）に就任したが、裁判は続いている。
李在鎔はサムスングループ企業同士の合併を巡り、グループの支配力を高めるために不正に合併企業の株価を操作したとして、資本市場法違反と業務上背任などの罪に問われ2020年9月に起訴されていた。24年2月の一審、25年2月の二審とも無罪判決だったが、検察が上告していた。2025年7月17日、韓国最高裁判所は、李在鎔を無罪とした二審判決を支持する決定を下した。これにより李在鎔の無罪が確定した。

## 歴史

### サムスン(三星)の創立

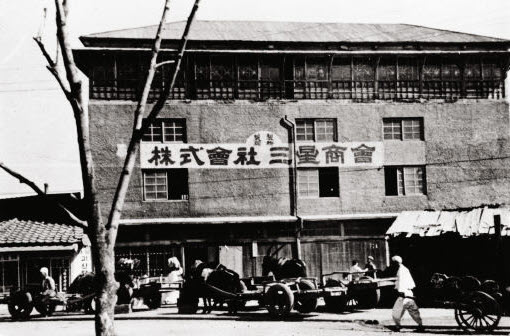
1930年代、大邱の三星商会

李秉喆が早稲田大学中退後、馬山にて友人2人と1万円ずつ出資し設立した協同精米所の事業が失敗、その後1938年3月1日に大邱で設立した株式会社 三星商会（みつぼししょうかい、現:サムスン物産）が今日のサムスングループの始まりである。1948年には三星物産公司が設立され、引き続き、食べ物と着るものが不如意だった当時の状況に、一番需要が高かった分野である砂糖と服地を生産する企業として、第一製糖（1993年7月グループ離脱）と第一毛織が作られた。

### サムスンの成長
サムスンは60余年間、時代時代に必要だった製糖、繊維、電子、航空及び機械、化学、大型船舶製作、金融など多方面の事業を展開してきた。1993年からは「新経営」を宣言し、量的成長から質的成長へと戦略を変更した。それによって、1999年の2.2兆ウォン（日本円で約2500億円）から2004年の15兆7000億ウォン（日本円で約1兆7000億円）と収益が急増する結果となった。

### 1998年のアジア通貨危機
1998年の経済危機（アジア通貨危機）では、時計事業撤退、自動車生産をフランスのルノーに売却し（ルノーサムスン自動車となる）撤退したが、打撃は比較的少なかった。

## 李一族
- 李秉喆 - 創業者（早稲田大学中退）。
  - 李健熙 - 2代・4代目会長。李秉喆の三男（ジョージ・ワシントン大学経営学修士）。
    - 李在鎔 - 5代目会長。李秉喆の孫で、李健熙の長男（ハーバード大学経営学博士）。
    - 李富真 - ホテル新羅社長、サムスンエバーランド社長、サムスン物産商事部門顧問。李秉喆の孫で、李健熙の長女
    - 李敍顕 - サムスンエバーランドファッション部門社長。李秉喆の孫で、李健熙の次女。

  - 李猛熙 - 李秉喆の長男。CJグループ名誉総裁。2015年、中国北京で療養中に死去[16]。息子の李在賢はCJグループ会長[17]。

## スポーツ活動
IOCワールドワイドパートナー。また、プロ野球三星ライオンズ、サッカー水原三星ブルーウィングス、プロバスケットボールソウル三星サンダースを保有するなどスポーツ事業に熱心である。2018年平昌オリンピックの招致にも貢献したが、崔順実ゲート事件以降の国内世論を受けて文在寅大統領主催のレセプションにサムスングループの首脳は招待されず、大々的なパブリック・リレーションズも行っていたかつてより、スポーツ活動は海外企業と比較して慎重になっているとされる。

## 企業名とロゴ
原音では「サムソン」に近い発音である。日本でも当初は「サムソン」、「さんせい」と読ませていたが、1998年の日本法人統合（三星ジャパン、三星電子ジャパンなど、グループ13社の現地事業所を1社に集約）に合わせ、日本法人名・グループ名ともに漢字の「三星」表記をやめ、カタカナの「サムスン」という表記に統一した。なお、前述の通り、創業当時は日本統治時代であることもあり日本語の訓読みの「みつぼし」であった。
サムスンの青い楕円のロゴマークは、1993年から使用されている。その前は社名の通り、3つの星が輝くロゴマークが使われていた。
日本では楕円マークの使用を2000年代中盤～後期より順次控えるようになり、1998年の日本サムスン新発足以降は青字（厳密には紺色、TVCMでは黒地に白文字）のSAMSUNG（英字表記の"サムスン"）に変更された。
英語では「SAMSUNG」は [ˈsæmˌsʌŋ] と発音され、こちらも「サムソン」に近い。

## 主な構成企業

### 電子関連
- サムスン電子 - 主要事業は、総合電機機器の生産。2019年の単体売上高は230兆4,000億ウォン。
- サムスン電機 - 主要事業は、総合電子部品の生産。2008年の売上高は4兆2,845億ウォン（2008年末基準）
- サムスンSDI - 主要事業は、太陽電池、燃料電池、電気自動車等輸送用バッテリー、電力貯蔵用大容量ストレージなどの製造。2008年の売上高は5兆3028億ウォン。
- サムスンディスプレイ - 主要事業は、AMOLED、中小型TFT-LCDの製造。2008年9月にサムスンSDIの中小型ディスプレイ部門が独立して設立され、2009年1月にはサムスン電子の中小型TFT-LCD部門と合弁。2008年9月5日 - 12月31日の売上高は5,242億ウォン。2008年度の総資産は1兆5,390億ウォン。
- サムスンコーニング精密ガラス - 主要事業は、TFT-LCD用ガラス基板、ITOターゲット、PDPフィルター、CRTガラス等。2008年の売上高は4兆233億ウォン。
- サムスンSDS - 主要事業は、IT関連事業。2008年の売上高は2兆5,194億ウォン（2008年末基準）
- サムスンネットワークス - 主要事業は、情報通信。2008年の売上高は2兆5,194億ウォン。
- サムスンデジタルイメージング - 主要事業は、デジタルカメラ、光学カメラ、光学レンズ、光学製品の製造。

### 機械関連
- サムスン重工業 - 主要事業は、造船や海洋プラント生産。2008年の売上高は10兆6,644億ウォン。

### 化学関連
2015年10月、石化事業を韓国ロッテ・グループに持分売却することを発表。約3兆ウォンの取引とみられ、サムスン・グループとして過去最大規模の事業売却となった（現在のロッテケミカル）。
- サムスン精密化学 - 1964年に「韓国肥料」として設立。サッカリン密輸事件の余波で株式の過半数を国に譲渡したが、1976年に株式上場。創業者ゆかりの企業であるため株式を再取得しグループ傘下に入るが、2015年に保有する株式をロッテグループに譲渡した。主要事業は、肥料、電子化学素材、精密化学製品、樹脂などの一般化学製品などを生産する。2014年の売上高は1兆2100億ウォン、営業損益は2年連続赤字だった[21][22][23]。
- サムスンBP化学 - 主要事業は、硝酸、H2、VAMなどを生産する。2008年の売上高は3433億ウォン。

### 金融保険関連
- サムスン生命保険 - 主要事業は、生命保険と金融事業。2007年の売上高は23兆4000億ウォン。
- サムスン火災海上保険 - 主要事業は、損害保険、総合金融サービス。2006年の売上高は18兆5116億ウォン。
- サムスン・カード - 主要事業は、クレジットカード事業、ローン、リース、各種サービス。2008年の総収入は3兆338億ウォン。
- サムスン証券 - 主要事業は、資産管理、仲介業務、引受及び諮問業務、金融商品の販売等。2008年の売上高は1兆7,358億ウォン。
- サムスン投資信託運用 - 主要事業は、投資信託、ミューチュアル・ファンド運用、投資相談サービス。2008年の売上高は754億ウォン。
- サムスン・ベンチャー投資 - 主要事業は、ベンチャー投資事業。2008年の売上高は110億ウォン。

### 建設関連

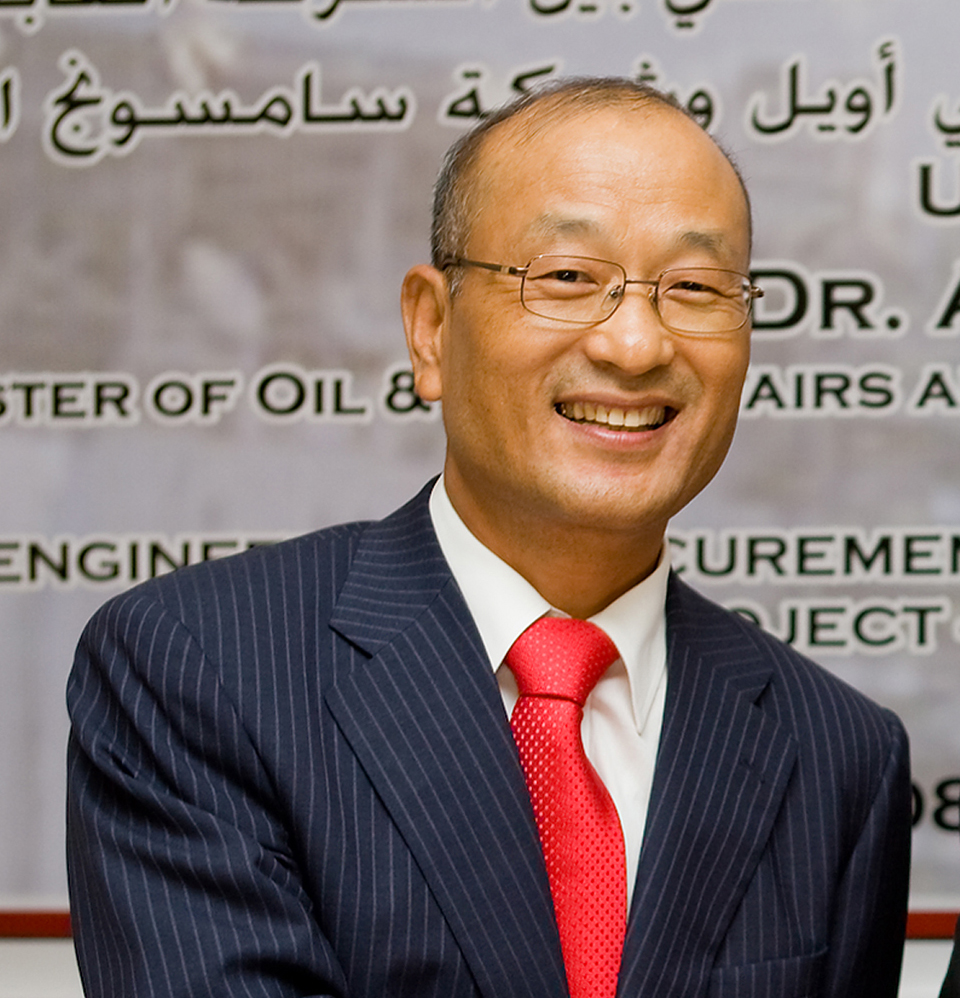
サムスン物産社長のチョン・ヨンジュ

- サムスン物産 - 主要事業は、二大事業の商社部門と建設部門に分かれる。建設部門では世界一の超高層ビルのブルジュ・ハリファの建設を、ベルギー最大の建設会社のベシックス (Besix)、アラブ首長国連邦の超高層ビルを得意とするアラブテック社の共同で行った。2008年の売上高は11兆8,116億ウォン。

### その他

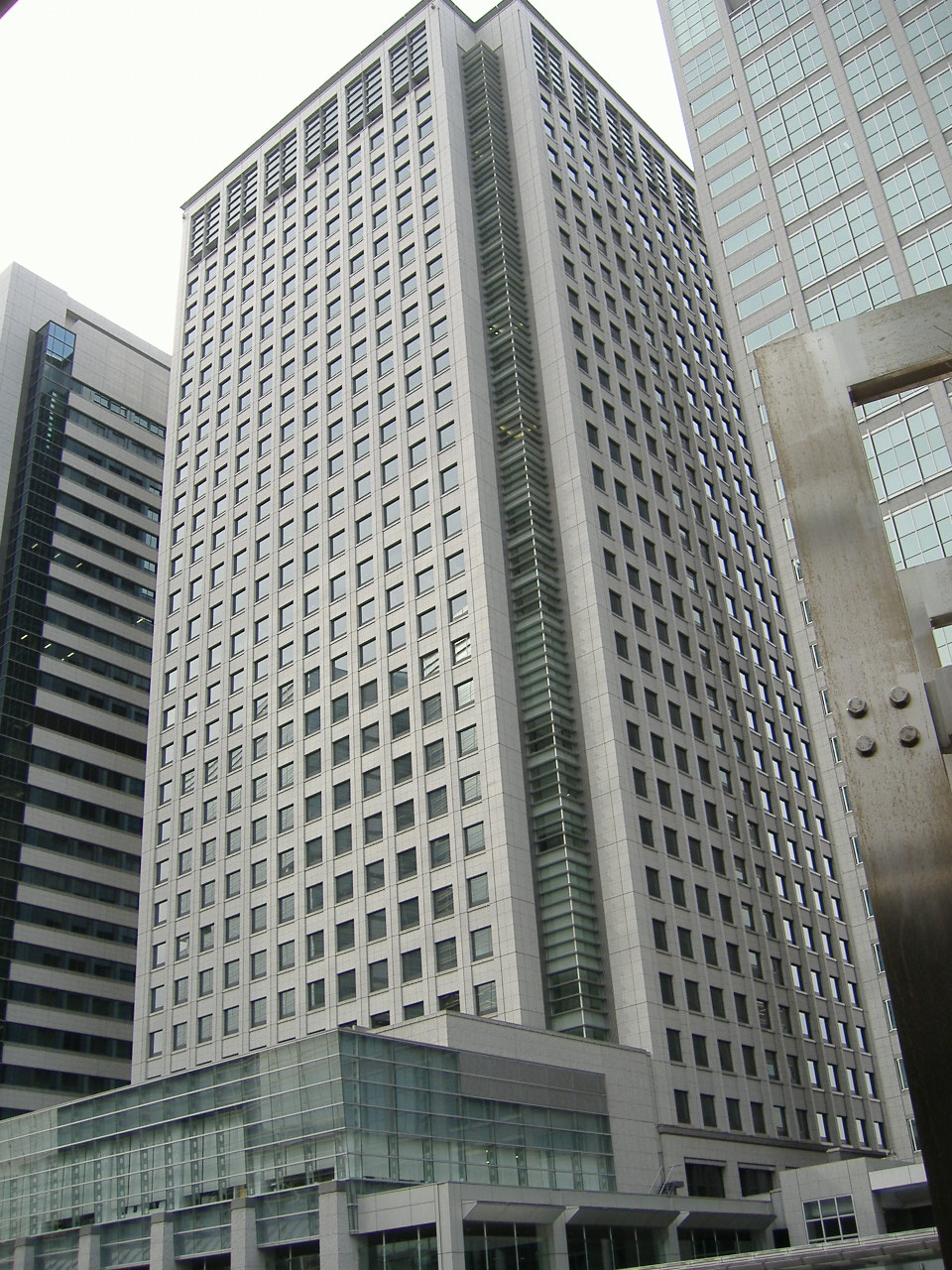
日本サムスンが入居する、品川グランドセントラルタワー。

- サムスン物産 - 主要事業は、二大事業の商社部門と建設部門に分かれる。2008年の売上高は11兆8116億ウォン。
- サムスン物産 インターネット貿易
- サムスンエンジニアリング - 主要事業は、石油化学、精油ガス、産業設備、環境事業。2007年の売上高は2兆2689億ウォン。
- サムスン経済研究所
- 第一毛織 - 主要事業は、レジャー関連事業（サムスンエバーランド）、トータルファッション、テキスタイル、ケミカル、電子材料。2008年の売上高は3兆7,278億ウォン。また、事実上のサムスングループの持ち株会社としての性格も持つ。
- ホテル新羅 - 主要事業は、ホテル関連事業。2007年の売上高は4950億ウォン。
- エスワン - 主要事業は、セキュリティー事業。韓国最大手の警備会社（セコムと合弁で設立した会社）2008年の売上高は7,515億ウォン。
- 第一企画 - 韓国最大の広告代理店。子会社はサムスンスポーツ。
- サムスン・ライオンズ
- サムスン医療院
- サムスン人力開発院
- サムスン綜合技術院
- サムスン文化財団
- サムスン福祉財団
- 湖巌財団
- サムスン言論財団
- サムスン美術館 Leeum
- 湖巌美術館
- 日本サムスン - サムスングループ企業に関する事業。2007年の売上高は1兆2062億円。
- サムスンモバイラーズ （日本語）
- 成均館大学校
- サムスンバイオロジクス

## かつてのグループ企業
- ルノーコリア自動車（旧・三星自動車→ルノーサムスン自動車。2020年まで商標権使用許諾契約を結んでいたが、2022年に社名変更。）
- 中央日報（李秉喆が設立に関与した新聞社で、1999年にグループを離脱）
- ハンソル製紙（旧・セハン製紙工業～全州製紙　1991年まで三星グループだった）
- CJ第一製糖（旧・第一製糖、1993年頃まで三星グループの企業だった。CJグループの会長は李秉喆の孫の李在賢が務める。） - CJグループを参照。
- 第一合繊（現・東レケミカル 1995年にグループ離脱）
- S-LCD（サムスン電子とソニーとの合弁で設立された液晶パネル製造会社）
- 新世界百貨店（1991年、三星グループより独立。現新世界グループの中核企業で、新世界グループの会長は李秉喆の娘の李明熙が務める。）
- 三星時計（腕時計を専業としていた。1998年に新設かつ別法人で、三星グループに属さない企業のSWCに経営権を譲渡し、企業は清算した。）
- サムスンテックウィン （2014年に ハンファに売却しハンファテックウィンに。）
- ハンイル家電（1984年サムスン電子子会社として設立。当時、韓国内で需要の高かった象印マホービンの電気炊飯器をライセンス生産していた。2005年、グループを離脱。アメリカのコーラーカンパニー傘下のKOHLER NOVITAとして、温水洗浄便座専業になっている。）
- ホームプラス（サムスン物産と英国テスコとの合弁の大型ディスカウントストア。2011年、テスコに売却しグループを離脱。）

## 裏金疑惑
2007年10月30日の朝鮮日報の報道で、サムスングループの法務チーム長を3年前に退職したキム・ヨンチョル弁護士が「自分が知らない間に開設された銀行口座に50億ウォン（約6億3200万円）を超える現金や株式が預けられていた」と証言し、同グループが役員や従業員名義の借名口座を使って裏金をプールしている疑惑が浮上した。キム弁護士はさらにサムスングループが1兆ウォン（約1263億5932万円）もの裏金をプールし、その中から2002年大韓民国大統領選挙の資金を提供したり、政治家や判事・検事などに特別手当を支給するといったロビー工作を行っていたとも証言している。また、同グループ会長の妻である三星美術館リウム（Leeum）館長が裏金を利用して600億ウォン相当の美術品を購入したと暴露した。これを受けて、ハンナラ党は同年11月15日、捜査対象を盧武鉉大統領（当時）の選挙資金や当選祝賀金にまで広げた、「サムスングループの裏金疑惑に関する特別検事任命法案」を国会に提出し、23日に韓国国会で大多数の賛成で可決成立された。盧武鉉大統領は27日の記者会見で同法案を受け入れるとの方針を明らかにし、特別検事による捜査が2008年初めから開始されることとなった。この韓国政府をも巻き込んだ裏金疑惑に対し、アメリカ合衆国・ニューズウィーク誌12月2日号は、「キム・ヨンチョル弁護士の暴露に端を発するサムスングループのスキャンダルが、“サムスン共和国”の解体だけにとどまらず、“大韓民国株式会社”の姿までもを変えようとしている」と報じた。特別検事による捜査が進んだ2008年4月17日には李健熙会長ら幹部10人が背任、脱税、証券取引法違反などの罪で在宅起訴された。これにより、李健熙はその責任を取る形でサムスン電子会長職を辞任することを表明し、経営の第一線を退くこととなった。
しかし、その後の公判でソウル地裁と高裁は脱税のみ有罪とし、懲役3年、執行猶予5年、罰金1100億ウォン（約114億円）を言い渡した（同年7月16日・2009年8月14日）。事件の核心となった2件の背任は1件を無罪、残る1件は公訴時効が成立しているとして罪に問えないとした。
2009年12月29日に李明博大統領は平昌オリンピック招致のために李健煕を特別恩赦することを発表した。これを受けて2010年3月24日に李健煕は会長職に復帰した。